# Robert Pecanka
Robert Pecanka (1930.) je bivši austrijski hokejaš na travi. 
Igrao je na mjestu napadača.
Na hokejaškom turniru na Olimpijskim igrama 1952. u Helsinkiju je igrao za Austriju, koja je ispala u četvrtzavršnici, a nakon razigravanja po kup-sustavu osvojila 7. mjesto.